# Route nationale 113
Die Route nationale 113, kurz N 113 oder RN 113, ist eine französische Nationalstraße, die 1824 zwischen Toulouse und Narbonne festgelegt wurde. Sie geht auf die Route impériale 133 zurück. Ihre Länge betrug 151,5 Kilometer. 1949 wurde sie durch die Reform, bei der große Achsen gebildet wurden, auf die Strecke zwischen Bordeaux und Marseille verlängert. Dabei übernahm sie Abschnitte von vielen anderen Nationalstraßen:
- N 10 Bordeaux–Langon
- N 127 Langon–Moissac
- N 123 Moissac–Grisolles
- unterbrochen durch die N20
- N 113 Toulouse–Narbonne
- unterbrochen durch die N9
- N 87 Kreuzung mit N9 bei Pézenas–Nîmes
- N 568 Nîmes–N572 bei Raphèle-lès-Arles
- N 572 N568 bei Raphèle-lès-Arles–Salon-de-Provence
- N 538 Salon-de-Provence–Marseille-Saint-Antoine

Die Länge wuchs auf insgesamt 574,5 Kilometer. 2006 wurde sie bis auf den mittlerweile als Schnellstraße ausgebauten Abschnitt von der N572 auf der Umgehung von Arles bis zur Fortsetzung der A54 bei Saint-Martin-de-Crau und dem Abschnitt zwischen der Anschlussstelle 28 der A9 bei Montpellier und der Anschlussstelle 25 der A9 bei Nîmes abgestuft. Eine weitere Abstufung wird erfolgen, sobald der Lückenschluss der A54 bei Arles erfolgt ist.

## Streckenverlauf
| Position | höchste zulässige Gesamtgeschwindigkeit | Fahrbahnen | km   | Typ                          | Abschnitt                    | Längengrad | Breitengrad |
| -------- | --------------------------------------- | ---------- | ---- | ---------------------------- | ---------------------------- | ---------- | ----------- |
| 1        | 110                                     | 2          |      | Beginn der Autobahn          | N572                         | 43.6781    | 4.6113      |
| 2        | 110                                     | 2          | 28.5 | Brücke                       | Petit Rhône                  | 43.6759    | 4.6177      |
| 3        | 110                                     | 2          | 29   | Teil-Anschlußstelle          | Arles (Stadt)                | 43.6738    | 4.6205      |
| 4        | 110                                     | 2          | 29.2 | Teil-Anschlußstelle          | Arles (Stadt)                | 43.6697    | 4.6251      |
| 5        | 110                                     | 2          | 30   | Vollständige Anschlussstelle | Arles (ost)                  | 43.6658    | 4.6309      |
| 6        | 110                                     | 2          | 31   | Vollständige Anschlussstelle | Pont-de-Crau                 | 43.6616    | 4.6385      |
| 7        | 110                                     | 2          | 37.5 | Teil-Anschlußstelle          | Raphèle-lès-Arles            | 43.6422    | 4.7117      |
| 8        | 110                                     | 2          | 40   | Teil-Anschlußstelle          | Fos-sur-Mer/Marseille        | 43.6334    | 4.7409      |
| 9        | 110                                     | 2          | 42.5 | Teil-Anschlußstelle          | Saint-Martin-de-Crau (west)  | 43.6336    | 4.7758      |
| 10       | 110                                     | 2          | 45   | Vollständige Anschlussstelle | Saint-Martin-de-Crau (Stadt) | 43.6294    | 4.8062      |
| 11       | 110                                     | 2          | 48   | Vollständige Anschlussstelle | Saint-Martin-de-Crau (ost)   | 43.6376    | 4.8349      |

## N 113a
Die Route nationale 113A, kurz N 113A oder RN 113A, war von 1933 bis 1973 ein Seitenast der N113, der diese in Toulouse mit der N124 verband. Sie ist heute eine Kommunalstraße.

## N 113b
Die Route nationale 113B, kurz N 113B oder RN 113B, war von 1969 bis 1973 ein Seitenast der N113, der von dieser westlich von Narbonne abzweigte und zur N9 südlich von Narbonne führte. Sie war damit ein Teil der Umgehungsstraße von Narbonne. Ab 1971 führte sie bis zur A9. 1978 wurde sie in N213 umgenummert. 1992 wurde diese dann Teil der N9 und 2006 zur D6009 abgestuft.

## N 113d
Die Route nationale 113D, kurz N 113D oder RN 113D, war von 2003 bis 2006 ein Seitenast der N113, der als Umgehung des Zentrums von Castelsarrasin diente, das von der N113 durchquert wurde. Sie trägt heute die Nummer D813.